# Свирида Олександр Миколайович
Олекса́ндр Микола́йович Свири́да (* 8 липня 1967, місто Луцьк) — український політик. Колишній Народний депутат України.

## Біографія
- У 1984 р. — закінчив Луцьку ЗОШ № 2.
- У 1986-1987 рр. — служба у лавах Радянської армії.
- У 1990 р. — закінчив Львівський політехнічний інститут за спеціальністю технологія машинобудування. Інженер-технолог.
- З 1990-1991 рр. — інженер-технолог державного підшипникового заводу № 28 у місті Луцьку.
- У 1991-1992 рр. — заступник директора з економіки малого підприємства «Кайбер».
- З 1992-1994 рр. — начальник відділу управління економіки і ринку Волинського облвиконкому, начальник регіонального відділення Фонду державного майна України по Волинській області.
- З 1994-1998 рр. — голова правління ВАТ «Волинь холдінг» (ТМ «Торчинпродукт»).
- З 1998-2002 рр. — народний депутат України ІІІ скликання, член бюджетного комітету, голова підкомітету з питань видатків. Разом із Ю.В.Тимошенко, О.В.Турчиновим, Є.І.Кирильчуком співавтор Бюджетного Кодексу України.
- З 2002-2003 рр. — заступник Міністра фінансів України (фінанси виробничої сфери).
- У 2003 рр. — закінчив Міжрегіональну академію управління персоналом за спеціальністю державні фінанси. Економіст.
- З 2003-2006 рр. — голова наглядової ради ВАТ «Луцькфудз».
- З 8 вересня 2005 р. — член партії Всеукраїнське об'єднання «Батьківщина». Депутат Волинської обласної ради кількох скликань.

Обраний депутатом Волинської обласної ради по багатомандатному виборчому округу за виборчим списком Волинської обласної організації ВО «Батькіщина». Член постійної комісії обласної ради з питань бюджету, фінансів та цінової політики. Уповноважений представник  депутатської фракції ВО «Батьківщина». Член міжфракційного депутатського об'єднання «Об'єднана опозиція ВО «Батьківщина».